# Điểu cầm
Điểu cầm hay cầm điểu, danh pháp khoa học Galloanserae, là tên gọi chỉ chung về các loài chim thuộc một trong hai họ hàng sinh học, cụ thể là các loại chim săn bắn thể thao, gà chọi hay các loại chim không biết bay thuộc bộ Gà (Galliformes) và các loài chim nước hay thủy cầm thuộc bộ Ngỗng (Anseriformes). Những loài này có đặc điểm chung là gần gũi về mặt di truyền và có quan hệ chặt chẽ với con người trong quá trình thuần hóa các loài nêu trên thành gia cầm hay vật nuôi.
Nghiên cứu về giải phẫu và phân tử tương đồng đã cho ra đề nghị về việc hai nhóm này là có quan hệ họ hàng và có quá trình tiến hóa gần gũi với nhau, chúng tạo thành các nhánh các loại chim và gà được khoa học biết đến như liên bộ Galloanserae (ban đầu được gọi là Galloanseri), có thể hiểu là liên bộ gà-vịt nhánh này cũng được hỗ trợ bởi dữ liệu chuỗi hình thái và DNA cũng như dữ liệu hiện diện retrotransposon.

## Thuật ngữ
Như trái ngược với điểu cầm, thì gia cầm là một thuật ngữ cho bất kỳ loại chim bị thuần hóa hay chim bị giam cầm hay nuôi nhốt để lấy thịt, trứng, hay lông vũ, đà điểu là một ví dụ, đôi khi được giam giữ, nuôi nhốt như là gia cầm, nhưng nó không giống như gà chọi cũng không phải chim nước vì nó sẽ không bị thuần hóa để có sự khác biệt hoàn toàn với tổ tiên của chúng. Trong các thuật ngữ thông tục, thuật ngữ gà (cầm) thường được sử dụng gần như đồng nghĩa với gia cầm (gà nhà), và nhiều ngôn ngữ không phân biệt giữa gia cầm và điểu cầm.
Tuy nhiên, thực tế là Galliformes và Anseriformes rất có thể tạo thành một nhóm đơn ngành có sự phân biệt giữa điểu cầm và gia cầm. Sự khác biệt lịch sử là do từ Đức/Latin cặp từ chia đặc trưng của Tiếng Anh Trung cổ; từ điểu cầm có nguồn gốc Đức (x. tiếng Anh "Fugol", Đức Vogel, Đan Mạch Fugl), trong khi gia cầm là của Latin qua Norman gốc Pháp. Rất nhiều loài bị tiêu diệt bởi con người như là điểu cầm, bao gồm cả gia cầm như gà hoặc gà tây, chim trò chơi như trĩ hoặc gà gô, chim trời khác như gà Phi hoặc chim công và chim nước như vịt hoặc ngỗng.
Điểu cầm còn là tên gọi để đặt tên cho một ngành khoa học là Điểu cầm học hay gọi gọn là điểu học, một ngành khoa học chuyên nghiên cứu về các loài chim, các loài gà...